# 富沢亜古
富沢 亜古（とみざわ あこ、1958年12月4日 - ）は、日本の女優である。文学座所属。東京都出身。

## 出演作品

### 舞台
1979年
- 初舞台『丸山蘭水楼の遊女たち』(文学座本公演)東横劇場
- 『花咲くチェリー』(本公演)三越劇場

1981年
- 『病気』(文学座アトリエ公演)

1982年
- 『沢氏の二人娘』(本公演)三越劇場

1983年
- 『女の一生』(本公演)東横劇場

1984年
- 『ハイキング』(アトリエ)

1986年
- 『埋められた子供』(パルコ劇場)
- 『怪談 牡丹燈籠』(本公演)三越劇場

1987年
- 『かもめ』(本公演)サンシャイン劇場
- 『ベルナルダ・アルバの家』(五月舎)

1988年
- 『ロンリーハート』(パルコ劇場)
- 『流れる』(東宝)
- 『近松女敵討』(本公演)サンシャイン劇場

1989年
- 『青ひげと最後の花嫁』(アトリエ)

1993年
- 『窓から外を見ている』(アトリエ)

1995年
- 『西太后』(松竹)新橋演舞場

1997年
- 『イサドラ』(tpt)ベニサンピット
- 『雨が空から降れば』(本公演)

1998年
- 『勝利〜ザ・ストロンガー〜』『楽屋』(tpt)ベニサンピット
- 『クロイツェル・ソナタ』(アトリエ)
- 『家族の気分』(キャスター・ウエストエンド・シアター)紀伊國屋サザンシアター

1999年
- 『令嬢ジュリー』(tpt)ベニサンピット

2000年
- 『愛の讃歌』(パルコ劇場)
- 『地獄のオルフェ』(tpt)ベニサンピット

2001年
- 『崩れた石垣、のぼる鮭たち』(本公演)紀伊國屋サザンシアター
- 『マディソン郡の橋』赤坂ACTシアター

2002年
- 『沈黙と光』(アトリエ)
- 『顔』（本公演）アトリエ
- 『ロベルト・ズッコ』（アトリエ）

2003年
- 『スズメバチ』(tpt)ベニサン・ピット
- 『ホームバディ/カブール』（アトリエ）
- 『バラード』（アトリエ）

2004年
- 『曲がり角の向こうには』(ひょうご舞台芸術)紀伊國屋ホール
- 『THE CRISIS-ザ・クライシス-』（アトリエ）

2006年
- 『ベルナルダ・アルバの家』THEATRE1010

2007年
- 『殿様と私〜殿、踊りましょうぞ〜』(本公演)紀伊國屋サザンシアター
- 『走る女』神奈川県立青少年センターホール

2008年
- 『風のつめたき櫻かな』(本公演)紀伊國屋サザンシアター
- 『夜と星と風の物語』シアター1010
- 『おーい幾多郎』吉祥寺シアター
- 『日陰者に照る月』(アトリエ)吉祥寺シアター

2009年
- 『わが町〜大野・女たち』金沢市民芸術村・PIT2ドラマ工房

2011年
- 『Yerma』(tpt)横浜BankART studioNYK
- 『山羊…それって…もしかして…シルビア？』(アトリエ)
- 『受け継がれゆくもの〜伊勢物語抄』滋賀県立文化産業交流会館
- 『流れゆくもの』滋賀県立文化産業交流記念館イベントホール内特設舞台「長栄座」

2012年
- 『海の眼鏡』（アトリエ）
- 『白蓮耨多羅』国立劇場

2013年
- 『セールスマンの死』（本公演）あうるすぽっと
- 『遺産と誤算の協奏曲』水戸芸術館ACM劇場
- 『殿様と私』（本公演）地方巡演

2014年
- 『夏の盛りの蝉のように』三越劇場

2024年
- 『庭の見える部屋と四つの物語』東京文化会館[2]
- 『摂』紀伊國屋ホール 他[3]

### テレビ
- 春が來た
- またのお越しを
- 遺留捜査
- 相棒
  - season13 第18話「苦い水」（2015年3月11日） - 小久保愛子 役
  - season18 第5話「さらば愛しき人よ」（2019年11月6日） - 南麻紗子 役

### 映画
- 写楽
- 瀬戸内ムーンライト・セレナーデ
- 三文役者
- 夜の哀しみ

### 吹き替え
- ER緊急救命室
  - シーズンXIII #8（オリビア・ハドレー〈メアリー＝ジョーン・ネグロ〉）
  - シーズンXIV #3（オマリー〈ミミ・ケネディ〉）

## 受賞歴
- 平成12年度 第7回読売演劇大賞優秀女優賞（『令嬢ジュリー』)